# Шамоцин
Шамо́цін (пол. Szamocin) — місто в північно-західній Польщі.

## Демографія
Демографічна структура станом на 31 березня 2011 року:
|          | Загалом | Допрацездатний вік | Працездатний вік | Постпрацездатний вік |
| -------- | ------- | ------------------ | ---------------- | -------------------- |
| Чоловіки | 2140    | 535                | 1414             | 191                  |
| Жінки    | 2216    | 476                | 1304             | 436                  |
| Разом    | 4356    | 1011               | 2718             | 627                  |